# Ignazio Marino
Ignazio Marino, né le 10 mars 1955 à Gênes, est un médecin-chirurgien et homme politique italien. Il devient maire de Rome en juin 2013 et de la ville métropolitaine de Rome Capitale en janvier 2015. Au début de son mandat, sa saisine des procureurs des criminels organisés (qui avaient tenté de contacter le maire Marino) a aidé à ouvrir l'enquête de Rome sur le crime organisé et la corruption en 2014.

## Biographie
Marino est né à Gênes d'un père sicilien et d'une mère suisse et est l'aîné de trois enfants (il a deux sœurs). Il est diplômé en médecine et chirurgie de l'université catholique du Sacré-Cœur, et il devient chirurgien et exerce à l'hôpital Gemelli. Il a ensuite suivi une formation au Transplant Center de l'Université de Cambridge et au Starzl Transplantation Institute de l'Université de Pittsburgh et a étudié les greffes de foie sous la tutelle de Thomas Starzl,.

### Médecin-chirurgien
En 1992, il a été nommé directeur adjoint du National Liver Transplant Center du Veterans Affairs Medical Center de Pittsburgh... Il faisait partie de l'équipe chirurgicale qui, en juin 1992 et janvier 1993, a effectué les deux premières xénotransplants du foie de babouin à humain de l'histoire. L'essai clinique a été coordonné par Thomas Starzl.
Marino a fondé l'ISMETT (Institut méditerranéen de transplantation et de thérapies spécialisées avancées) de Palerme, le premier centre de transplantation hépatique en Sicile, fondé en 1997 grâce à (un partenariat entre l'Université de Pittsburgh Medical Center et le gouvernement italien) où Marino a effectué la première transplantation hépatique le 31 juillet 1999. Il a été directeur et chef de la direction de l'Institut, et après avoir effectué la première greffe de foie orthotopique en Sicile, il a effectué les 100 premières transplantations, y compris un certain nombre de greffes de rein et de foie de donneurs vivants,.
Le 17 juillet 2001, il a effectué avec succès la première greffe d'organe en Italie sur une personne vivant avec le VIH sous traitement antirétroviral hautement actif - une greffe de rein réalisée en réponse à une demande personnelle du patient lui-même (ainsi que du donneur, son père), qui avait été refusée par tous les autres centres de transplantation italiens. Succès clinique, l'opération a déclenché un conflit institutionnel en Italie à l'époque.
En 2002, il a quitté son poste de professeur de chirurgie à l'Université de Pittsburgh et a accepté un poste de professeur de chirurgie et de directeur de la transplantation hépatique à l'Université Thomas Jefferson de Philadelphie. En 2003, il a été nommé directeur de la Division de transplantation à l'Université Thomas Jefferson. Marino a personnellement réalisé plus de 650 greffes. Marino est l'auteur de plus de 700 publications dans les revues scientifiques les plus renommées de médecine et de chirurgie de la transplantation (Annals of Surgery, Cancer, Hepatology, Immunology Review, The Lancet, Liver Transplantation, Science, Transplantation, American Journal of Transplantation, etc.). Il est l'auteur de près de 500 articles évalués par des pairs et est l'auteur de trois livres scientifiques.
En 2005, il a publié le livre «Credere e curare»; le livre traite de la profession médicale et de l'influence que la foi a sur elle. En 2005, il a fondé Imagine ONLUS, une organisation internationale à but non lucratif engagée dans des activités de solidarité internationale en accordant une attention particulière aux problèmes de santé. Il est également membre du comité de rédaction d'une vingtaine de revues scientifiques internationales.

### Carrière politique

#### Sénateur
Membre des Démocrates de gauche, puis du Parti démocrate, il est élu sénateur en avril 2006 et réélu en 2008  et 2013. La même année, il est le candidat du PD, après des primaires ouvertes, pour les élections municipales à Rome, contre le maire sortant Giovanni Alemanno. Il a été président du Comité sénatorial permanent de la santé, et dans ce dernier rôle, il a écrit une loi sur les testaments de vie. Dans son deuxième mandat de sénateur, Marino a été président du comité d'enquête du service national de santé italien: à ce titre, il a mené une enquête sur le décès de Stefano Cucchi, décédé en détention, et a effectué la première enquête nationale sur le système judiciaire. hôpitaux pénaux, modifiant éventuellement la loi et la norme de traitement en Italie. En 2009, il s'est porté candidat aux élections à la direction du Parti démocrate où il s'est classé troisième avec 12,5% des voix.

#### Maire de Rome
Le 10 juin 2013, il est élu maire de Rome avec 63,9 % des voix au second tour. Il succède, le 12 juin, à Gianni Alemanno. En mars 2014, confronté à la quasi-faillite de la ville, il menace de démissionner de son poste. Différents critiques pointent du doigt la mauvaise gestion de la ville par Ignazio Marino et ses prédécesseurs. La première décision emblématique de M. Marino a été l'arrêt de la circulation routière sur la principale voie d'accès au Colisée pour protéger ce monument symbole de la capitale italienne noirci par la pollution et en piteux état,. Marino cite ses expériences de cycliste à Philadelphie comme le fondement de son apprentissage de la vie sans voiture. Le 1er janvier 2015, il devient en outre maire de la ville métropolitaine de Rome Capitale, qui remplace la province de Rome.
Peu de temps après sa victoire aux élections, il est approché par un réseau du crime organisé qui truquait les marchés publics et détournait des fonds. Marino porte l'affaire devant les procureurs, ouvrant le scandale de corruption à Rome en 2014. Le 18 octobre 2014, Marino enregistre les mariages de 16 couples de même sexe qui l'ont demandé à la municipalité, à la suite d'actes similaires commis par d'autres maires italiens. Les mariages homosexuels et les unions civiles étaient illégaux en Italie à l'époque, et en enregistrant les mariages, les maires espéraient forcer la main des législateurs nationaux pour clarifier une confusion juridique croissante autour des unions homosexuelles.
En avril 2015, le maire Ignazio Marino a proposé avec succès la candidature de Rome comme ville hôte de l'édition 2023 de la Ryder Cup, la première en Italie, qui se tiendra au Marco Simone Golf & Country Club du 25 septembre au 1er octobre 2023.
Les partis d'opposition d'extrême droite construisent en 2015 un faux scandale à propos des dîners du maire Marino: où il est accusé d'avoir utilisé la carte de crédit de la ville, il perd la confiance du Parti démocrate et remet sa démission le 8 octobre 2015. Il retire sa démission le 29 du même mois, mais, face à la polémique, la majorité du conseil municipal démissionne le lendemain, ce qui entraîne automatiquement sa déchéance. Le même jour, Francesco Paolo Tronca est nommé commissaire pour gérer la ville jusqu'aux prochaines élections.
Selon Reuters, un ancien procureur anti-mafia Giancarlo Caselli aurait déclaré: "Marino a foulé aux pieds de trop nombreux intérêts qui ne voulaient pas renoncer à leurs privilèges".
Le 7 octobre 2016, le juge de l'audience préliminaire du Tribunal de Rome a acquitté Marino en première instance de tous les chefs d'accusation avec la formule complète : des accusations de détournement de fonds et de falsification parce que « le fait n'existe pas » et de l'accusation d'escroquerie parce que « le fait ne constitue pas un délit »
Le 11 janvier 2018, la Cour d'appel de Rome réforme partiellement la sentence, en confirmant l'acquittement pour l'affaire Onlus Imagine et en prononçant une condamnation pour les dîners qui auraient été payés avec la carte de crédit du Capitole pendant la période où il était maire de Rome. Ignazio Marino confirme son innocence de toutes les accusations et son avocat, le professeur Enzo Musco, déclare que les éléments de culpabilité sont « inexistants », parlant d'une condamnation politique, annonçant un recours devant la Cour suprême.
Le 9 avril 2019, la Cour de cassation annule la sentence d'appel et acquitte définitivement Marino pour l'affaire des reçus car « le fait n'existe pas ». La Cour de cassation juge que les dépenses effectuées avec la carte de crédit accordée à l'ancien maire Marino par l'Administration du Capitole constituent des dépenses de divertissement effectuées dans l'intérêt de Rome et à des fins institutionnelles, puisqu'il n'y a pas de délit continu de détournement de fonds, soulignant l'absence radicale de fondement de l'hypothèse accusatoire depuis son origine.

#### Conservation du patrimoine culturel
Depuis 2013, Ignazio Marino a suscité l'intérêt de plusieurs philanthropes pour la réalisation de nombreuses opérations de restauration archéologique du patrimoine artistique de Rome sur des sites considérés comme patrimoine mondial de l'UNESCO. Il s'agit notamment de la restauration de la Place d'Espagne, de la Fontaine de Trevi, de la Pyramide de Cestia, de la fresque de la Salle des Orazi et Curiazi des Musées Capitolins, de la Fontaine des Dioscures et de la Fontaine de la Barcaccia sur la Place d'Espagne.
Sous l'administration Marino ont commencé les travaux qui ont conduit à la réouverture au public du Mausolée d'Auguste et aux fouilles de Via Alessandrina dans la zone archéologique des Forums Impériaux d'où sont sorties la tête en marbre d'une statue du dieu Dionysos en 2019 et une deuxième tête de l'époque impériale représentant probablement l'empereur Auguste dans sa jeunesse en 2022.
Les deux opérations d'anastylose de sept colonnes du Temple de la Paix et de deux ordres de colonnes de la Basilique Ulpia sont également dignes d'intérêt.

### Retour à la médecine
En 2016, Marino retourne à l'Université Thomas Jefferson et au Thomas Jefferson University Hospital où il était resté professeur de chirurgie. Il a également représenté l'Université Thomas Jefferson en Europe, grâce à des collaborations avec des universités telles que l'Università di Bologna et l'Università Cattolica del Sacro Cuore. Il a également développé un programme de double diplôme en partenariat avec Jefferson et l'École de médecine de l'Università Cattolica,. Marino travaille avec le prix Nobel Alvin Roth pour augmenter le nombre de greffes de rein de donneurs vivants effectuées à l'échelle internationale par le biais du Global Kidney Exchange. En 2020, Marino devient vice-président exécutif de Jefferson pour International Innovative Strategic Ventures,,.

### Retour en politique
En 2024, ile se présente aux élections européennes sur la liste Allianza Verdi e Sinistra et est élu député européen le 9 juin,. Membre du Commission des budgets, Commission de l'environnement, de la santé publique et de la sécurité alimentaire, Commission de la santé publique, Délégation pour les relations avec les États-Unis, Délégation à l'Assemblée parlementaire paritaire OEACP-UE. Membre suppléant du Délégation à l'Assemblée parlementaire Afrique-UE.